# Miguel del Riego

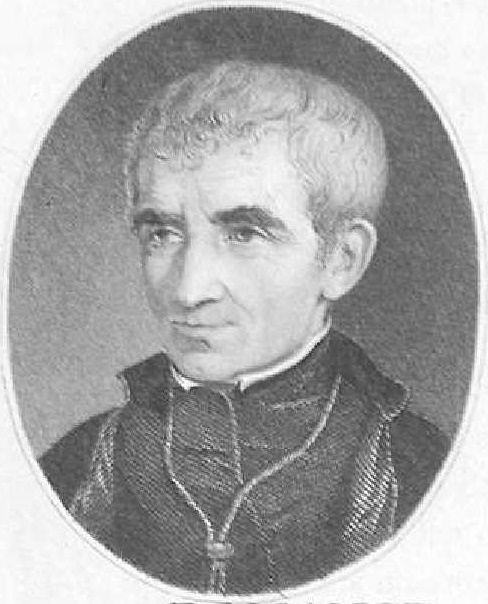
Retrato de Miguel Eugenio del Riego incluido en su edición de las Obras póstumas poéticas de su padre, Eugenio Antonio del Riego y Núñez, Londres, 1844. Biblioteca Nacional de España.

Miguel Eugenio del Riego Flórez (Tuña, 1781-Londres, 1846) fue un sacerdote católico español, canónigo de la catedral de Oviedo, traductor y editor. Hermano de Rafael del Riego, se exilió en Londres tras la restauración del absolutismo en 1823.

## Biografía
Hijo de Eugenio Antonio del Riego y Núñez y de Teresa Flórez de Sierra, descendía de una familia hidalga e ilustrada asturiana, pero de escasos recursos. Estudió en la Universidad de Oviedo y en 1803 obtuvo plaza de canónigo en la catedral ovetense. Opuesto a la invasión francesa, formó parte de la Junta asturiana en representación del concejo de Tineo y, contra el parecer de la mayoría del cabildo catedralicio, apoyó la supresión de la Inquisición acordada por las Cortes de Cádiz. Con el pronunciamiento de su hermano Rafael en Las Cabezas de San Juan y la restauración del régimen liberal, el obispo de Oviedo, Gregorio Ceruelo de la Fuente, firmante del Manifiesto de los Persas, fue deportado y Domingo Somoza, provisor del obispado en su ausencia designó a Miguel del Riego para sucederle en el cargo, a lo que se opuso el cabildo. A finales de 1822, con la autorización de este, marchó a Andalucía con su cuñada y al producirse la invasión patrocinada por la Santa Alianza buscó refugio en Gibraltar. 
Establecido en Londres se dedicó al negocio de libros, al frente de una pequeña librería de viejo, así como a la traducción y la edición de obras de autores españoles, entre ellas las poesías de su padre y alguna propia, junto con obras varias en la que reivindicaba la memoria de su hermano. De ellas destacan las Obras poéticas españolas: unas casi enteramente perdidas, otras que se han hecho muy raras, y todas ellas merecedoras de ser conservadas en el Parnaso Español, Londres, 1842, que incluía en su primera parte una edición de Los doce triunfos de los doce apóstoles de Juan de Padilla, el Cartujano, y las Obras póstumas poéticas de Don Eugenio Antonio del Riego Núñez [...] el Romancero de Riego con un apéndice, y otras varias composiciones poéticas con algunas traducidas al inglés, Londres, 1844.